# Melina Marchetta
Melina Marchetta (Sydney, 25 de Março de 1965) é uma escritora australiana e professora. Melina é mais conhecida como autora da série de livros: As Crônicas de Lumatere. Ganhou o Prêmio Michael L. Printz, em 2009, da American Library Association, reconhecendo-o como o melhor livro do ano para adolescentes. Marchetta é considerada uma das autoras australianas mais proeminentes da ficção jovem/adulta de hoje.

## Biografia
Melina Marchetta nasceu em Sydney, Austrália, em 25 de Março de 1965. Ela é de origem italiana. Ela frequentou o Ensino Médio na Rosebank College, no subúrbio de Sydney chamado Five Dock. Como ela não estava confiante em sua capacidade acadêmica, ela deixou a escola aos quinze anos. Em seguida, se matriculou em uma escola de negócios que a ajudou a conseguir emprego no Commonwealth Bank of Australia e posteriormente, em uma agência de viagens. Este trabalho lhe deu a confiança para voltar a estudar e obter o diploma de ensino na Universidade Católica Australiana. Ela então começou a ensinar inglês, italiano e história na St. Mary's Cathedral College, uma escola pública de ensino médio para garotos em Sydney, até 2016. Agora, ela é escritora em tempo integral e atualmente reside em Sydney.

### Carreira literária
Seu primeiro romance, Looking For Alibrandi, foi lançado em 1992 e foi muito elogiado com uma primeira tiragem esgotando dois meses depois de seu lançamento. Publicado em 14 países, incluindo 11 edições traduzidas, com o livro ela ganhou vários prêmios literários, incluindo o cobiçado "Prêmio de Livro do Ano do CBCA Infantil". Apelidado de "o livro mais roubado da biblioteca", o popular romance já vendeu mais de meio milhão de cópias em todo o mundo e foi seguido por sua adaptação cinematográfica de mesmo título, lançado em 1999.
Seu segundo romance foi Saving Francesca, de 2003, seguido por Na Estrada Jellicoe em 2006. Ambos foram publicados em mais de 6 países, com Saving Francesca traduzido em 4 idiomas. Em sua edição dos Estados Unidos, Na Estrada Jellicoe ganhou o Prêmio Printz em 2009 por "excelência literária na literatura jovem/adulto".
O quarto romance de Marchetta, o épico de fantasia Finnikin, O Guerreiro (lançado pela Editora iD no Brasil), foi lançado em 2008 na Austrália. Desde então, ganhou o Prêmio Aurealis de Melhor Romance Jovem/Adulto, em 2008, e o ABIA - Australian Booksellers Industry Awards (Prêmio da Indústria de Livrarias da Austrália) em 2009, como Livro do Ano.
Marchetta também escreveu contos, incluindo Twelve Minutes, parte da antologia "10 Short Stories You Must Read This Year" da Books Alive, juntamente com comentários e artigos de opinião para The Sydney Morning Herald, The Australian e o Australian Literary Review. Ela faz visitas frequentes a escolas para falar sobre seus livros. Ela tem um blog no qual ela anuncia suas atividades.

### Roteiro cinematográfico
Marchetta escreveu o roteiro para o filme Looking For Alibrandi (1999), um filme estrelado por Pia Miranda, Greta Scacchi e Anthony La Paglia. O filme recebeu ótimas críticas e foi um enorme sucesso de bilheteria, vencedor de cinco prêmios, incluindo um Prêmio AFI e um Prêmio de Independent Film Award de melhor roteiro, bem como o Prêmio Literário do NSW Premier e o Prêmio de Film Critics Circle Of Australia.
Ela trabalha na adaptação de seu romance Na Estrada Jellicoe.[carece de fontes?]
Em entrevistas, ela anunciou que ela vai tentar manter o filme como eventos parecidos ao livro, ela disse em uma entrevista em Março de 2012ː

Eu sempre fico irritada quando assisto filmes que foram baseados em livros, mas onde toda as cenas são simplesmente cortadas. É mesmo uma decepção. Eu não quero que Na Estrada Jellicoe seja um daqueles livros que nunca deveriam ter virado filme.
[carece de fontes?]
O desenvolvimento do filme está sendo mantido em estrito segredo.

## Prêmios
- Prêmio de Livro do Ano do CBCA Infatil: Leitores Mais Velhos por Looking For Alibrandi (1993)
- Film Critics Circle of Australia, Melhor Roteiro Adaptado pelo Looking For Alibrandi (2000)[6]
- Prêmio Literário Premier de New South Wales, Prêmio de Escrita de Roteiro por Looking For Alibrandi (2000)
- Prêmio do Australian Film Institute, Melhor Roteiro Adaptado por Looking For Alibrandi (2000)
- Prêmio BILBY: Leitores Mais Velhos, vencedor por Looking For Alibrandi (2000)
- Prêmio de Livro do Ano do CBCA Infantil: Leitores Mais Velhos por Saving Francesca (2004)
- Australian Book Industry Awards (ABIA), Livro Australiano do Ano: Crianças Mais Velhas por Na Estrada Jellicoe (2007)
- Prêmio Literário de Premier Queensland, o Melhor Livro para Jovens Adultos por Na Estrada Jellicoe (2007)
- Prêmio Aurealis, Divisão de Jovens Adultos, Melhor Romance de Ficção por Finnikin, O Guerreiro (2008)
- Prêmio Michael L. Printz por Excelência em Literatura Jovem Adulto por Na Estrada Jellicoe (2009)

## Obras

### As Crônicas de Lumatere
1. Finnikin of the Rock (2008) no Brasilː Finnikin, O Guerreiro (Editora iD, 2012)
2. Froi of the Exiles (2011) no Brasilː Froi, um Exilado (Editora iD, 2013)
3. Quintana of Charyn (2012)

A editora iD encerrou suas atividades paralisando a série no Brasil.

#### Obra relacionada
Ferragost (2012); Conto publicado na Review of Australian Fiction.

### Outros
- Looking for Alibrandi (1992)
- Saving Francesca (2003)
- On the Jellicoe Road (2006) no Brasilː Na Estrada Jellicoe (Editora Seguinte, 2016)[7]
- The Piper's Son (2010)[8]
- The Gorgon in the Gully: Pocket Money Puffins (2010)